# キャンプ・デービッド
キャンプ・デービッド（英語: Camp David）は、アメリカ合衆国大統領の保養地である。メリーランド州フレデリック郡のサーモントとエミッツバーグの町の近く、首都ワシントンD.C.から北北西に約100キロメートルのキャトクティン山岳公園の中にある。面積は125-エーカー (51 ha)である。大統領の保養地というだけでなく、訪米した外国の要人をもてなすためにも使用され、重要な会談や会議の会場にもなった。
正式名称はサーモント海軍支援施設(Naval Support Facility Thurmont)という。軍事施設であり、人員配置は主にアメリカ海軍と麾下の建設工兵隊（シービー）、土木工兵隊(CEC)、アメリカ海兵隊が行っている。大統領はホワイトハウスからはマリーンワンで移動する。
連邦政府職員とその家族のための保養所として、公共事業促進局により1935年から1938年にかけて建設され、当時はハイ・キャトクティン(Hi-Catoctin)と呼ばれていた。
第二次世界大戦中の1942年、フランクリン・ルーズベルト大統領がここを大統領専用の別荘兼避難所に選定し、イギリスの作家ジェームズ・ヒルトンの小説『失われた地平線』に登場するユートピアにちなんでシャングリラ（理想郷）と名付けられた。1953年、ドワイト・D・アイゼンハワー大統領が、この名は華やかすぎると判断し、自身の父と孫の名前にちなんでキャンプ・デービッドに改称した。
キャトクティン山岳公園では、安全保障の観点から、公園の地図にキャンプ・デービッドの位置を示していないが、公開されている衛星画像でその位置を確認することができる。

## 利用

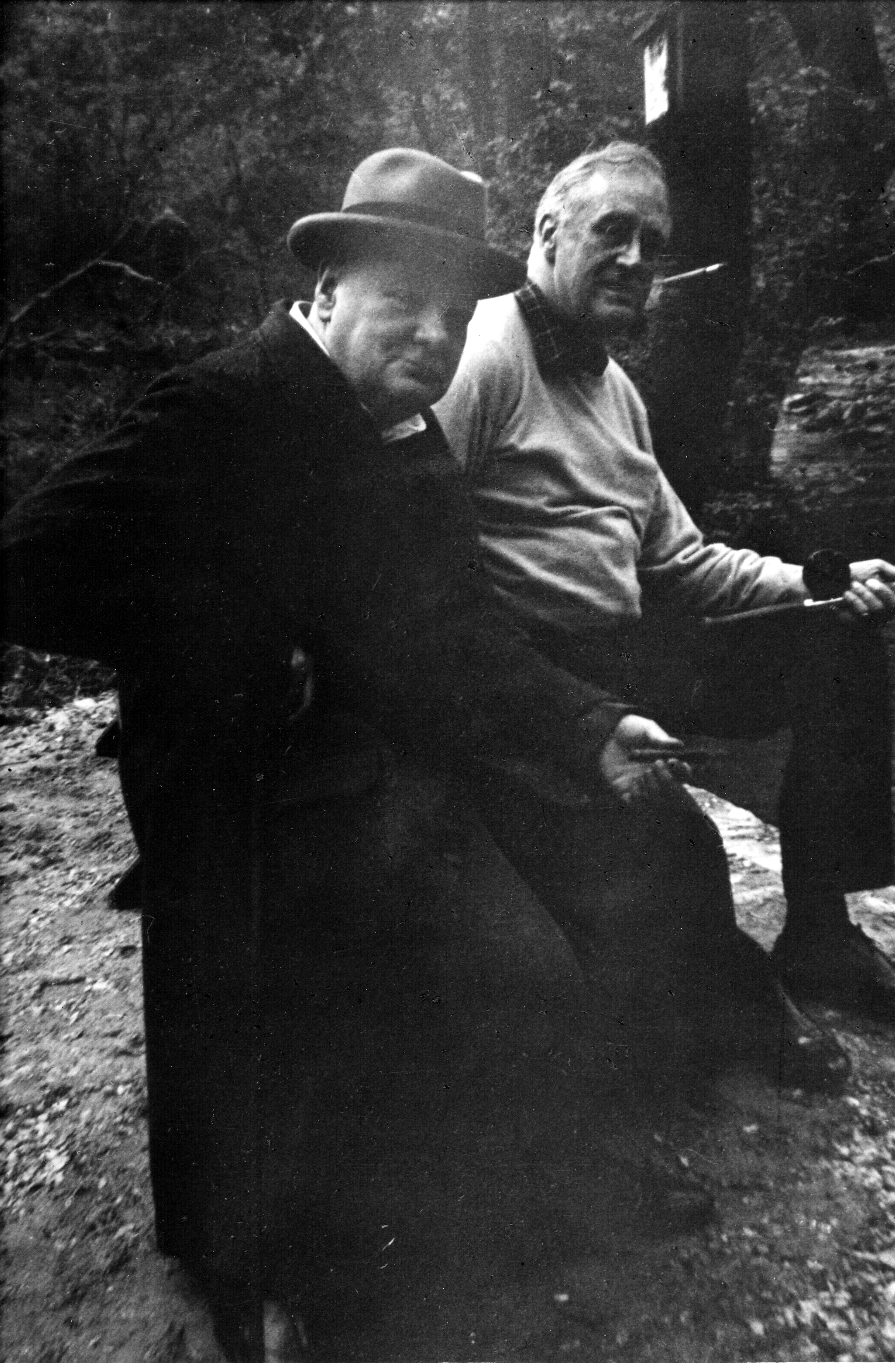
ウィンストン・チャーチルとフランクリン・ルーズベルト（1943年5月、シャングリラにて）

フランクリン・ルーズベルトは、第二次世界大戦中の1943年5月、イギリスのウィンストン・チャーチル首相をシャングリラに招いた。
ドワイト・D・アイゼンハワーは、1955年9月24日に心臓発作で倒れ、入院と療養の後、同年11月22日にキャンプ・デービッドで閣僚会議を開いた。ここで閣僚会議が開かれたのは、これが初めてだった。1959年9月にはソ連の最高指導者ニキータ・フルシチョフを招いて2日間会談、この国際紛争の平和的解決で合意した会談は『キャンプ・デービッド会談』と呼ばれる。
ジョン・F・ケネディとその家族は、しばしばキャンプ・デービッドで乗馬やゴルフなどをして休暇を過ごし、大統領一家が使用していないときにはホワイトハウスのスタッフや閣僚に使わせていた。
リンドン・ジョンソンはここで顧問と面談し、オーストラリアのハロルド・ホルト首相やカナダのレスター・B・ピアソン首相を招いた。
リチャード・ニクソンも頻繁にここを訪れた。ニクソンは、アスペンロッジへのプールの建設など、キャンプ・デービッドの改修の指揮を自ら行った。
ジェラルド・フォードはインドネシアのスハルト大統領をキャンプ・デービッドに招いた。
ジミー・カーターは、当初経費節減のためにキャンプ・デービッドの閉鎖を検討していたが、初めて訪れてから存続を決定した。1978年9月、カーターはキャンプ・デービッドにおいてエジプト大統領アンワル・アッ＝サーダート、イスラエル首相メナヘム・ベギンと会談し、『キャンプ・デービッド合意』を成立させた。
ロナルド・レーガンは歴代の大統領の中で最も多くキャンプ・デービッドを訪問している。1984年、イギリスのマーガレット・サッチャー首相を招いた。
1986年には当時の中曽根康弘首相を初めて招待した。
レーガンは、ニクソンが乗馬をするために舗装した遊歩道を修復した。
ジョージ・H・W・ブッシュは、1992年に当時の宮沢喜一首相と意見交換した。ブッシュの娘のドロシーが、キャンプ・デービッドで初となる結婚式を行った。
ビル・クリントンは、大統領在任中の感謝祭を毎年キャンプ・デービッドで家族とともに過ごした。
2000年7月、イスラエルのエフード・バラック首相とパレスチナ自治政府のヤーセル・アラファート議長をキャンプ・デービッドに招いて会談を行った。
ジョージ・W・ブッシュは、2001年2月、イギリスのトニー・ブレア首相との初めての会談をキャンプ・デービッドで行った。
同年6月、当時の小泉純一郎首相と当地で初顔合わせし、キャッチボールで親密さを演出した。
同年9月11日のアメリカ同時多発テロ事件の後、ブッシュはキャンプ・デービッドでアメリカのアフガニスタン侵攻の準備のための閣僚会議を開いた。ブッシュは在任中に149回、計487日間キャンプ・デービッドを訪れた。個人的な休養のためだけでなく、多くの外国の要人を招いた。イギリスのブレア首相とはキャンプ・デービッドで4回会った。2003年にはロシアのウラジーミル・プーチン大統領とパキスタンのパルヴェーズ・ムシャラフ大統領、2006年にはデンマークのアナス・フォー・ラスムセン首相、2007年にはイギリスのゴードン・ブラウン首相を招いた。同年には、当時の安倍晋三首相も訪れた。
バラク・オバマは、アメリカが開催国となる2012年の主要国首脳会議(G8)をキャンプ・デービッドで開催、建設的な話し合いが持たれ、『キャンプ・デービッド宣言』が出された。この際、野田首相がたまたま翌日が誕生日で、参加者が野田の誕生日を祝ったという。オバマは、ロシアのドミトリー・メドベージェフ首相をキャンプ・デービッドに迎え、2015年にはキャンプ・デービッドで湾岸協力会議(GCC)の首脳会議を開催した。
ドナルド・トランプは、2018年の中間選挙の前に上院多数党院内総務のミッチ・マコーネルと下院議長のポール・ライアンをキャンプ・デービッドに招いた。2019年9月にはトランプ大統領、ターリバーン幹部、アフガニスタン大統領による極秘の三者会談がキャンプ・デービッドで予定されていたが、直前に破談となった。2020年の第46回先進国首脳会議(G7)はキャンプ・デービッドで開催される予定だったが、新型コロナウイルス感染症の世界的流行のために中止になった。
ジョー・バイデンは、2023年8月、岸田文雄首相と韓国の尹錫悦大統領を招き、「キャンプ・デービッド原則」をまとめ、「キャンプ・デービッド精神」を発表した。

### 各大統領の訪問回数
| 大統領            | 訪問回数 | 任期      |
| ----------------- | -------- | --------- |
| ルーズベルト      | 不明     | 1933–1945 |
| トルーマン        | 10       | 1945–1953 |
| アイゼンハワー    | 45       | 1953–1961 |
| ケネディ          | 19       | 1961–1963 |
| ジョンソン        | 30       | 1963–1969 |
| ニクソン          | 160      | 1969–1974 |
| フォード          | 29       | 1974–1977 |
| カーター          | 99       | 1977–1981 |
| レーガン          | 189      | 1981–1989 |
| G. H. W. ブッシュ | 124      | 1989–1993 |
| クリントン        | 60       | 1993–2001 |
| G. W. ブッシュ    | 150      | 2001–2009 |
| オバマ            | 39       | 2009–2017 |
| トランプ          | 15       | 2017–2021 |
| バイデン          | 21       | 2021–     |

## セキュリティ事故

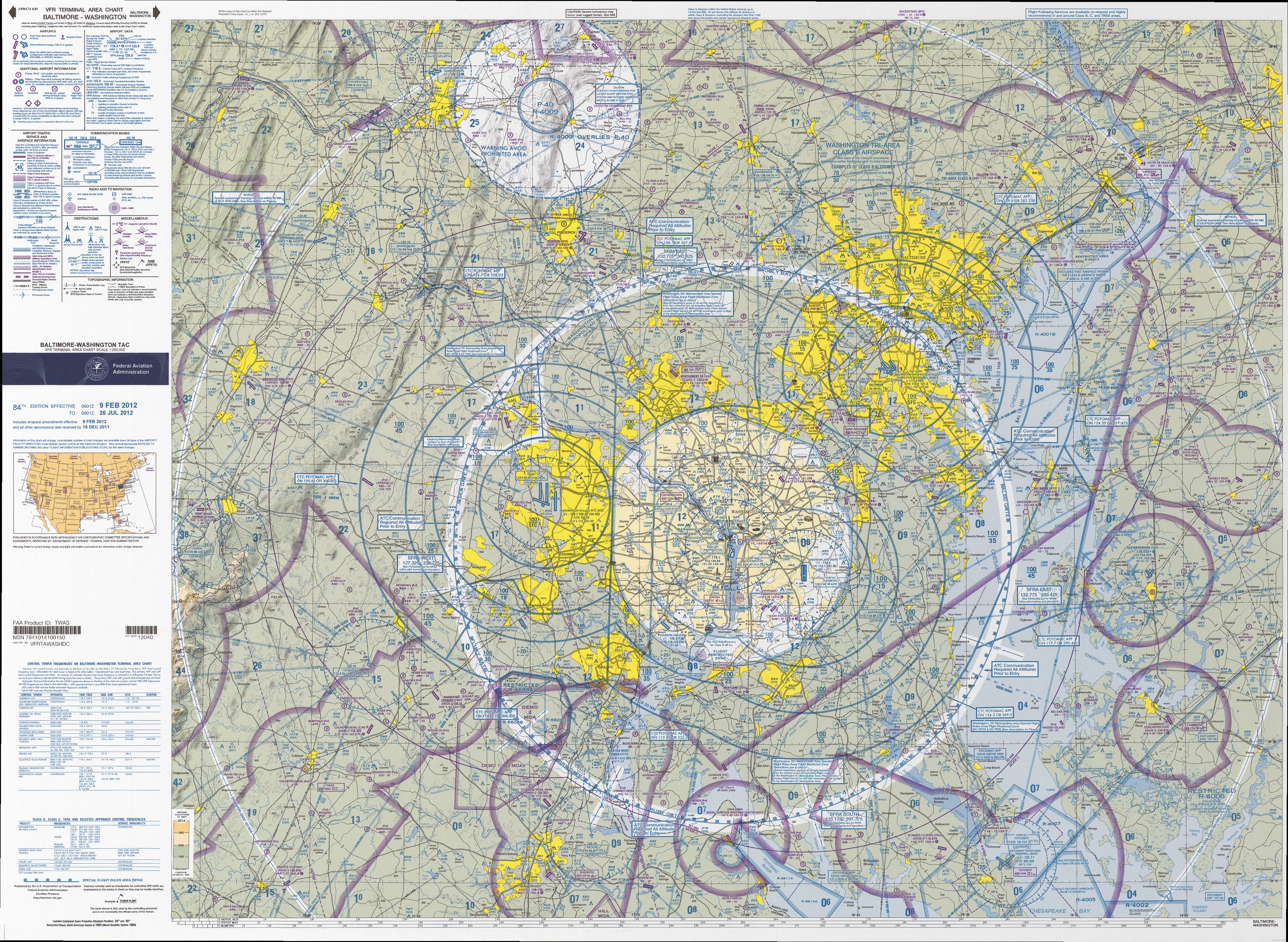
ワシントンD.C.周辺の制限空域を示した航空図。上部中央の色が薄くなっている円の中心にキャンプ・デービッドがある。

オバマ大統領がキャンプ・デービッドに滞在中の2011年7月2日、2人乗りの民間航空機がキャンプ・デービッドに接近した。無線による警告に応じなかったため、キャンプ・デービッドから約10キロメートルの地点でF-15戦闘機により迎撃され、ヘイガーズタウンまで護送された。同じ週の7月10日にも小型機がキャンプ・デービッドに接近し、F-15戦闘機が迎撃した。

## ギャラリー

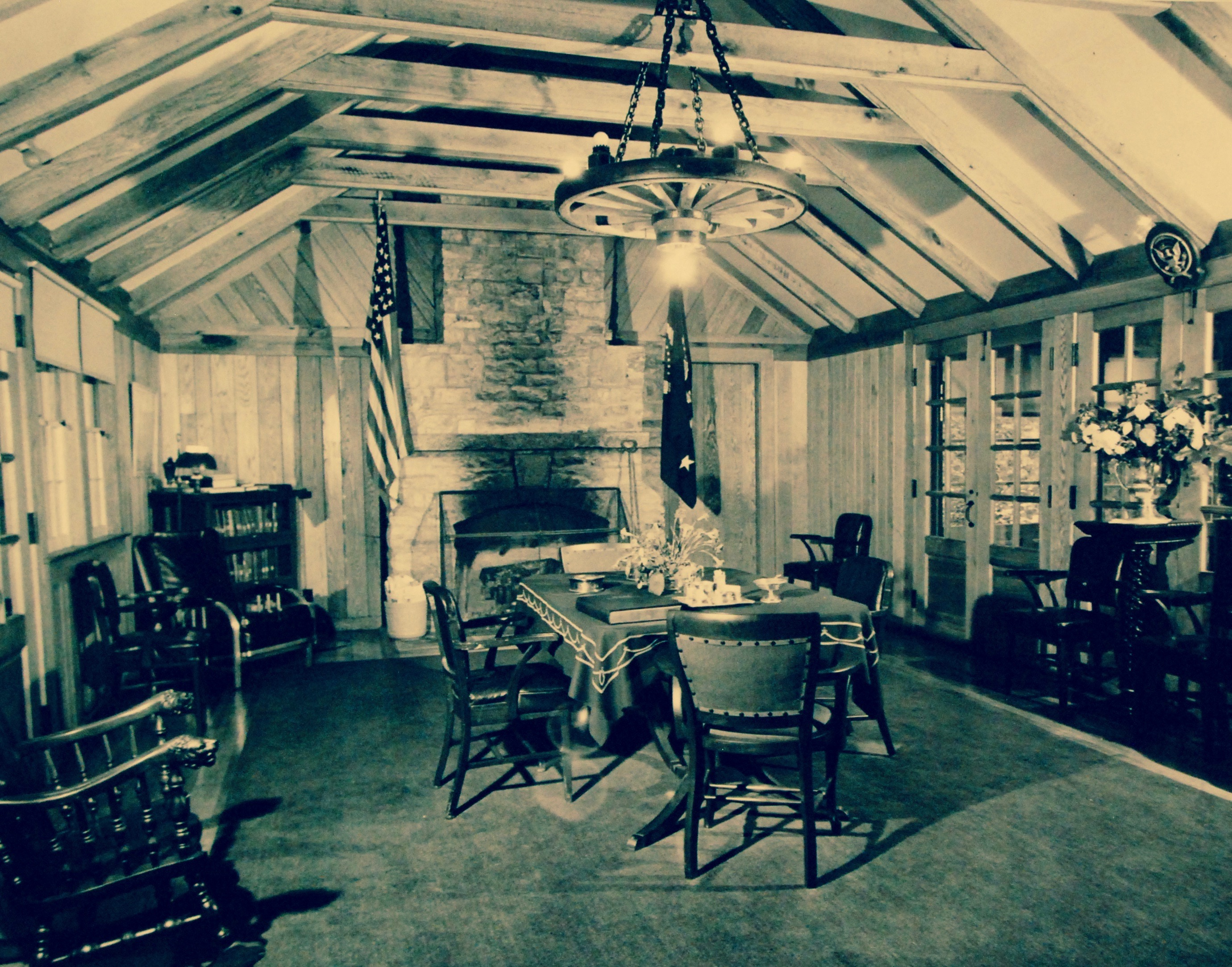
ルーズベルト在任中のメインロッジのリビング。本棚の近くの椅子にルーズベルトは座っていた。
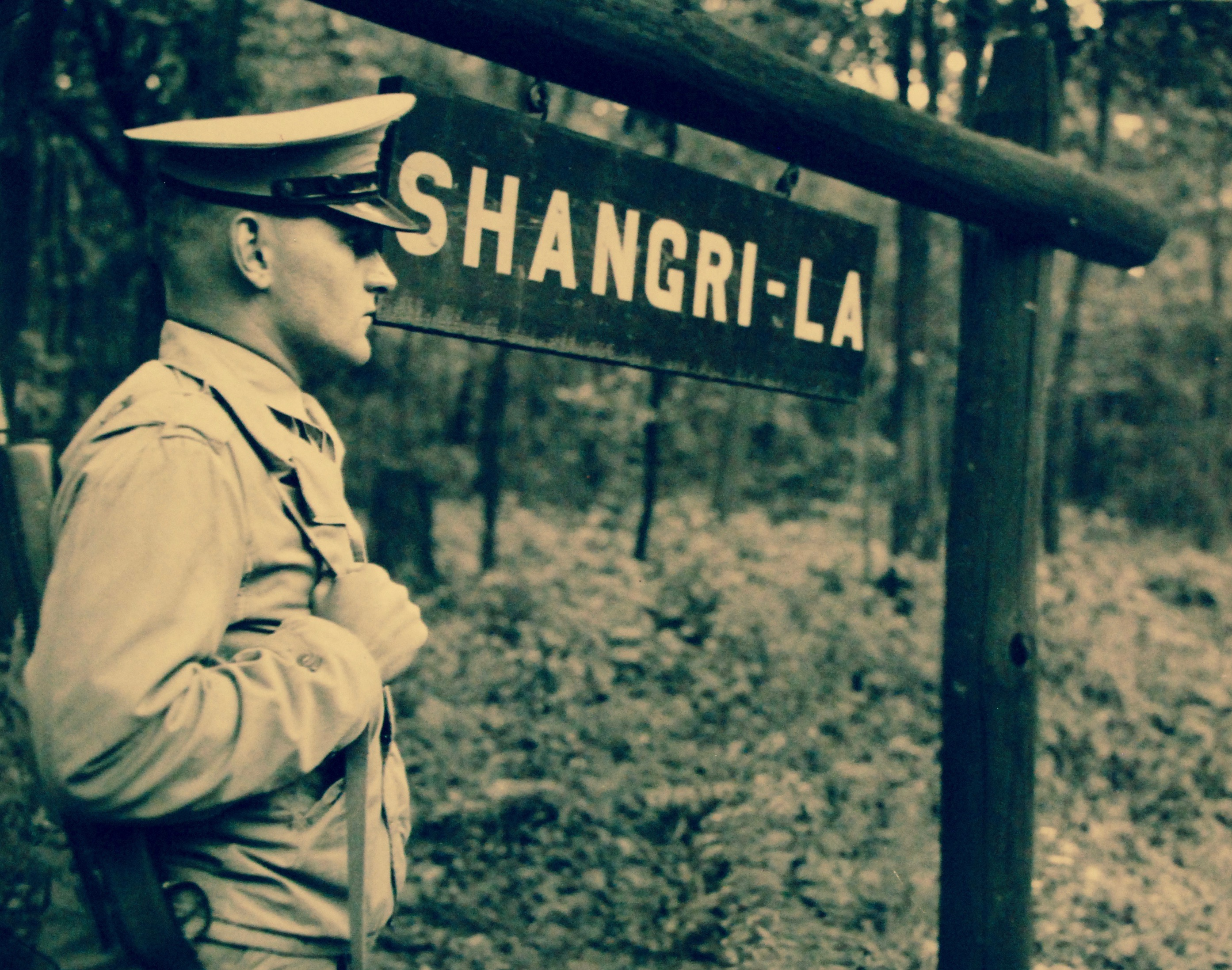
シャングリラを警備する海兵隊員（1944年）
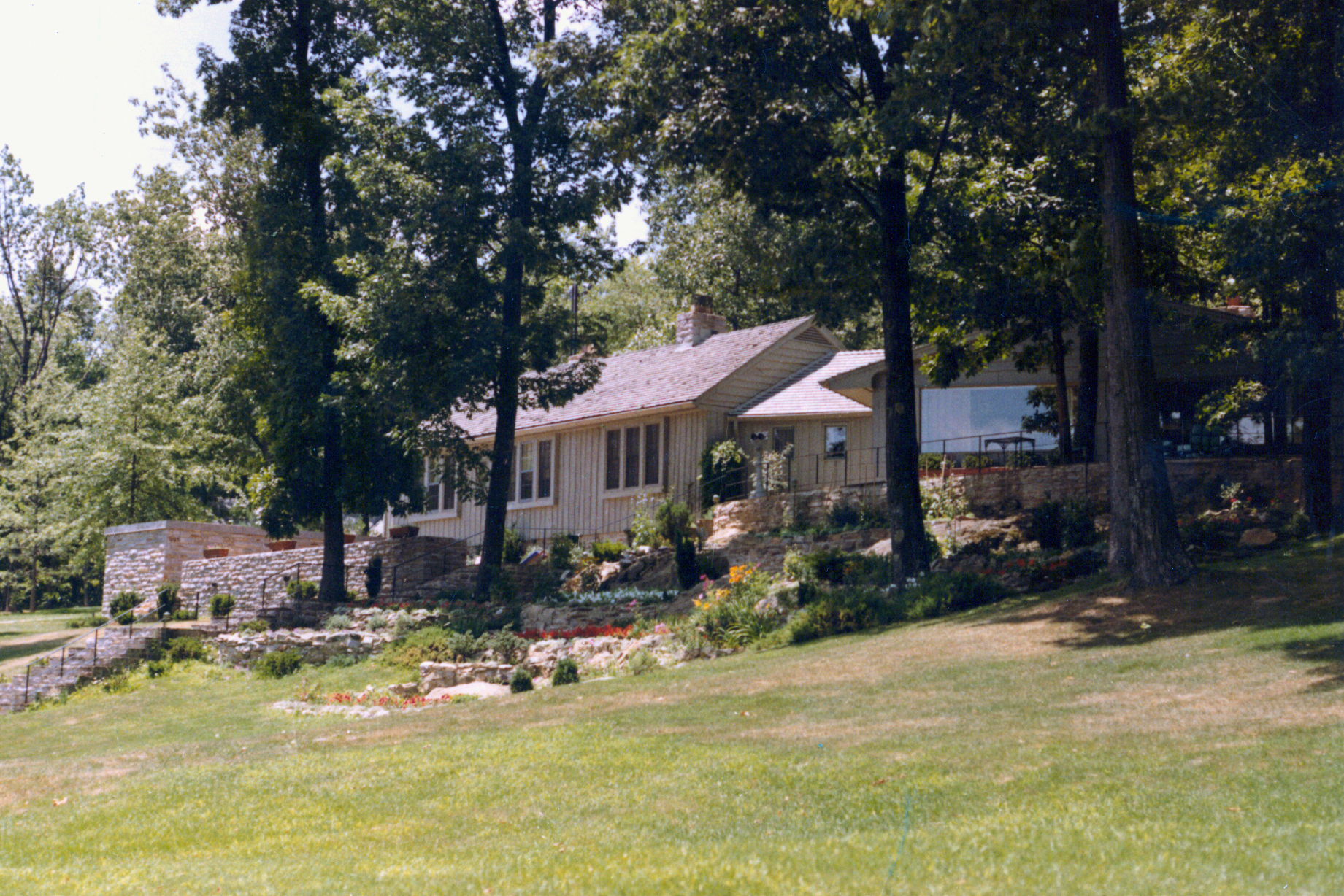
アイゼンハワー在任中のメインロッジ（1959年）
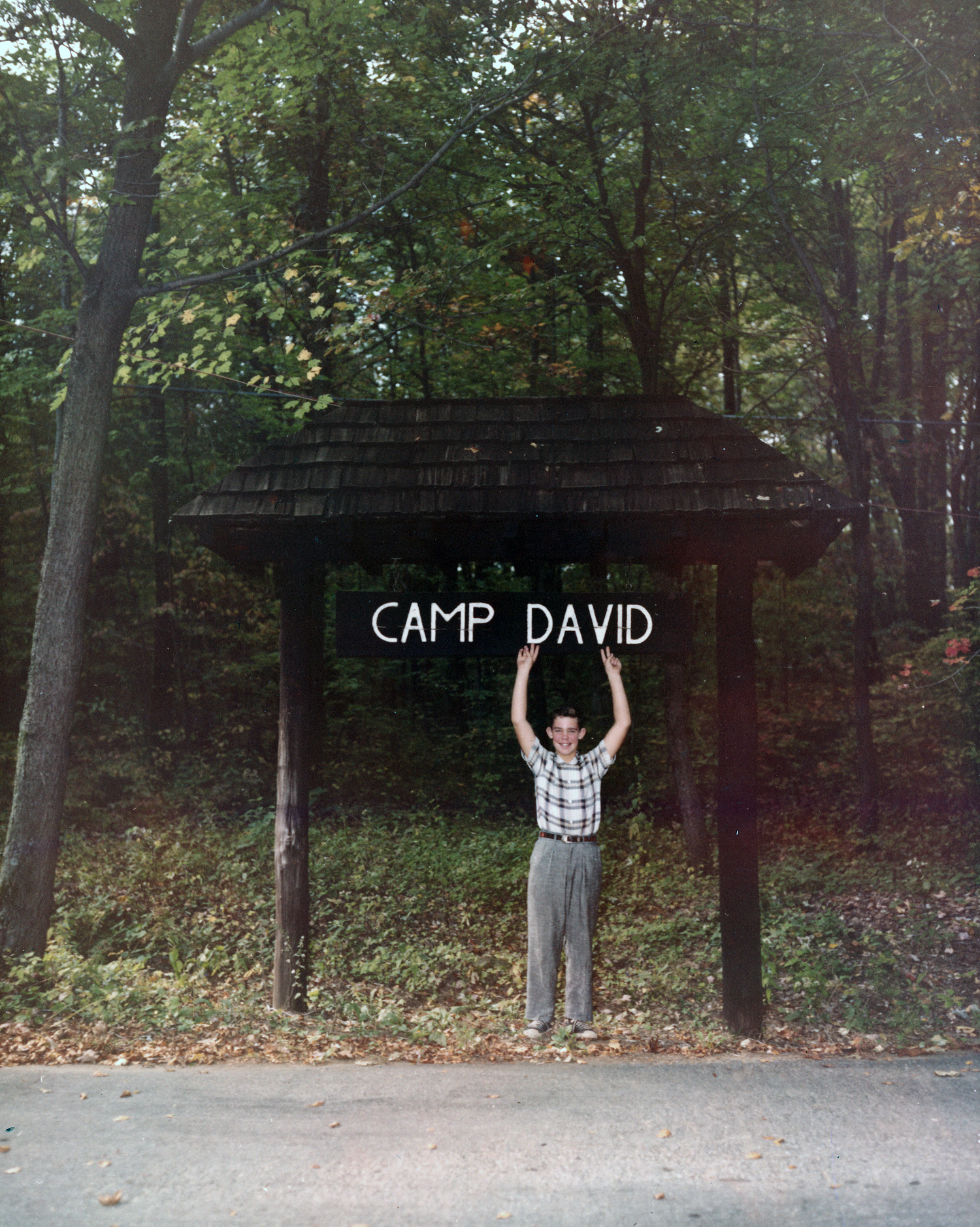
キャンプ・デービッドの看板と、その名前の由来となったデイヴィッド・アイゼンハワー（1960年）
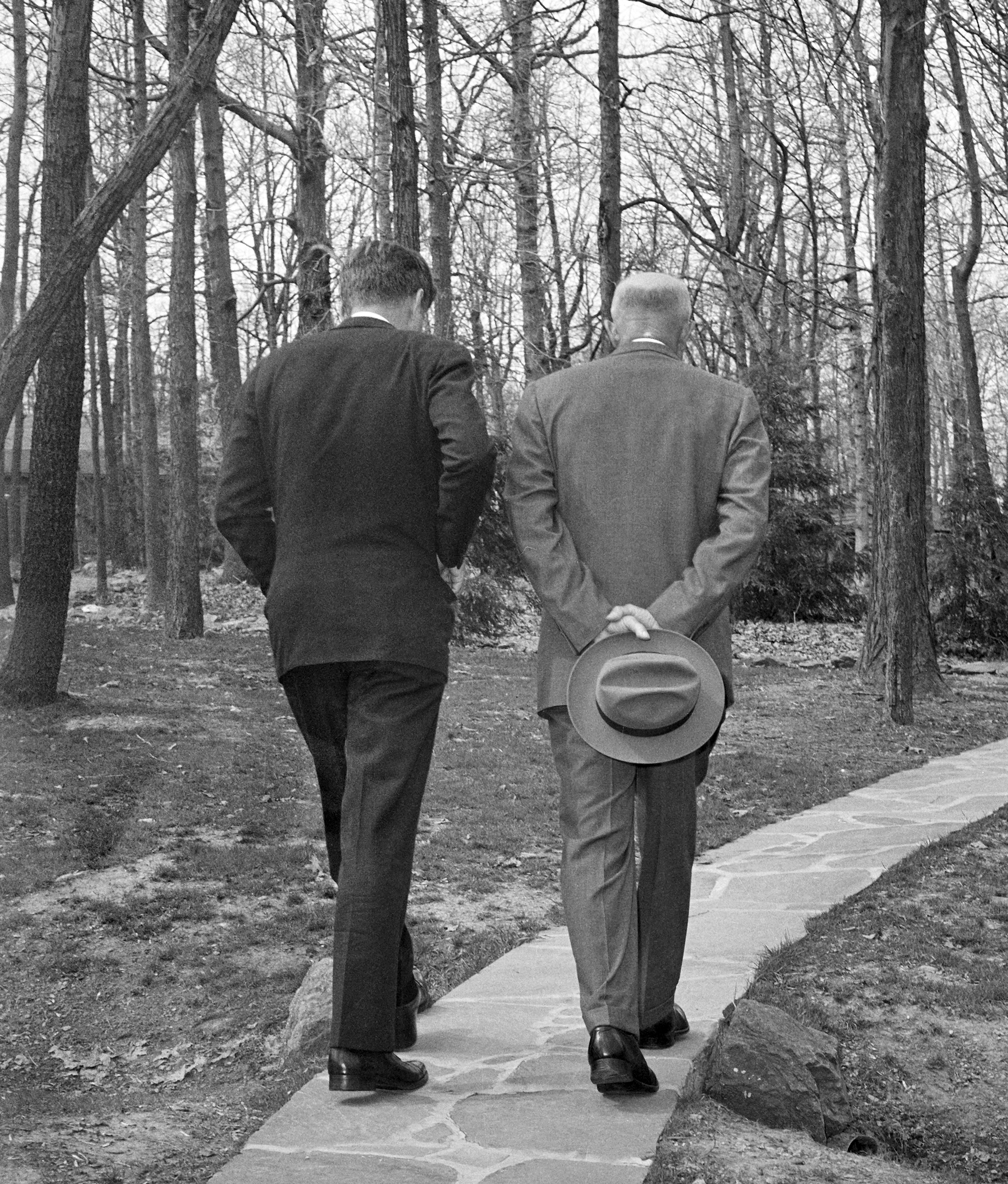
アイゼンハワーとジョン・F・ケネディ。この写真は1962年のピューリッツァー賞 写真部門を獲得した。
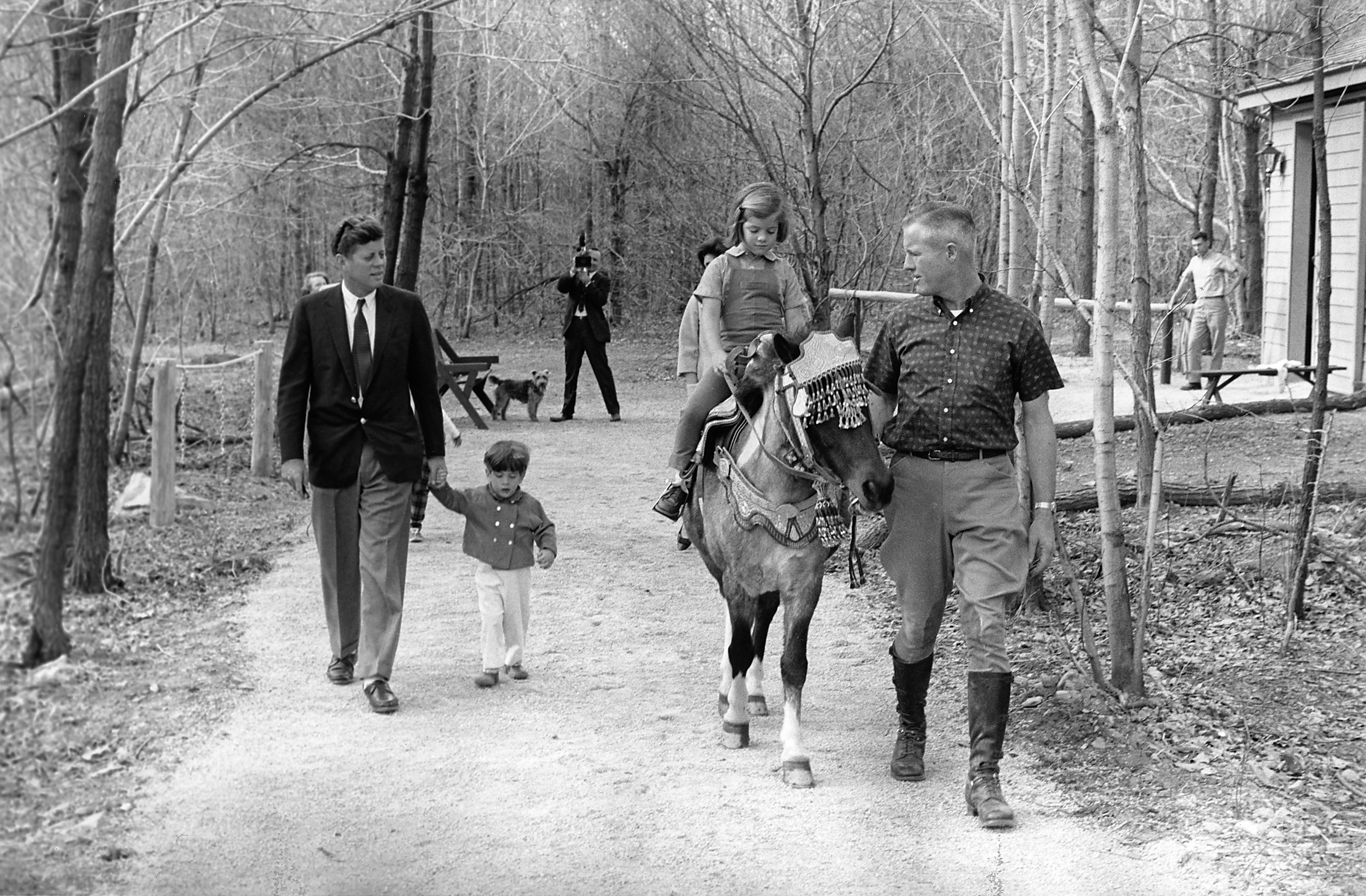
左から、ジョン・F・ケネディ、ジョン・F・ケネディ・ジュニア、キャロライン・ケネディ。
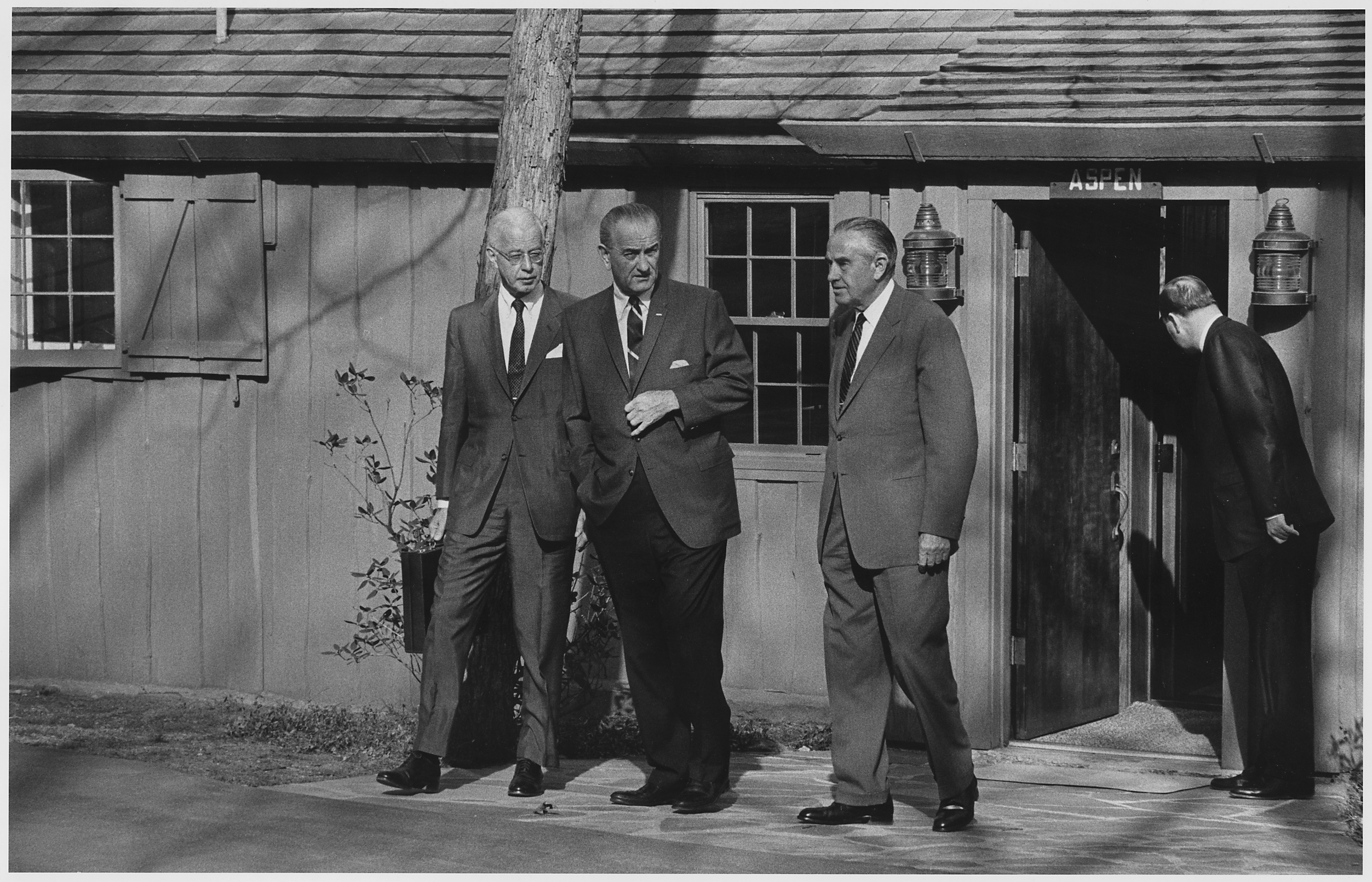
リンドン・ジョンソン、エルズワース・バンカー（英語版）、W・アヴェレル・ハリマン（1968年）
リチャード・ニクソンと妻のパット・ニクソン
ジェラルド・フォード、娘のスーザン、妻のベティ
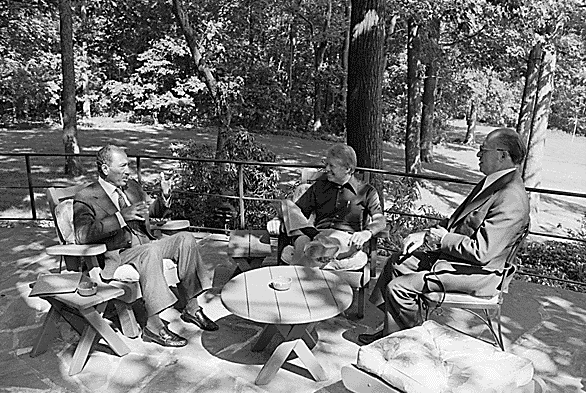
アンワル・アッ＝サーダート、ジミー・カーター、メナヘム・ベギン（1978年9月6日）
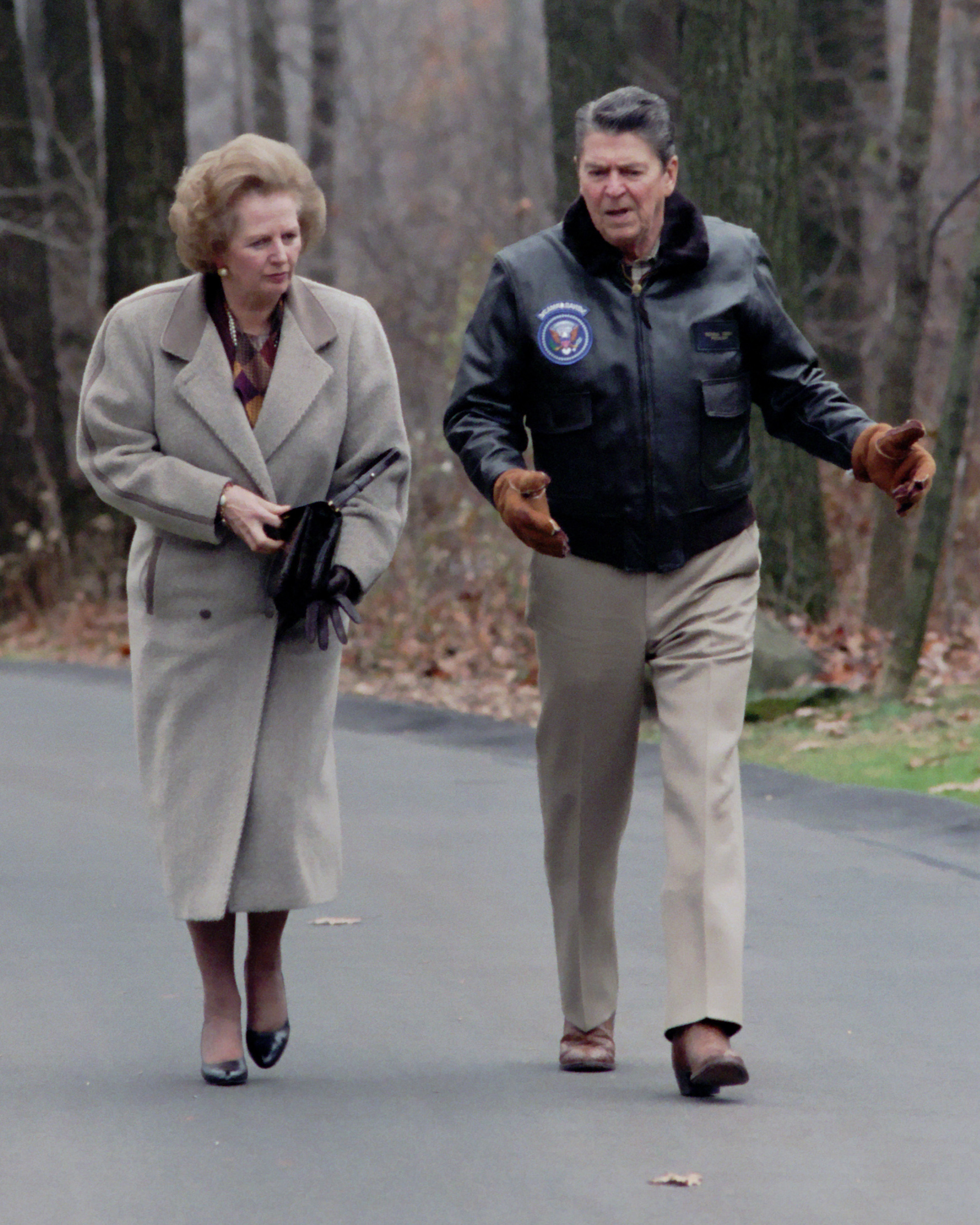
ロナルド・レーガンとマーガレット・サッチャー（1986年）
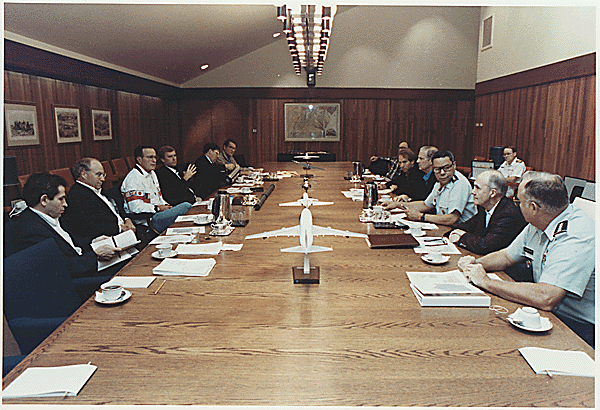
ジョージ・H・W・ブッシュと顧問団（1990年）
- ビル・クリントン、エフード・バラック、ヤーセル・アラファート（2000年）
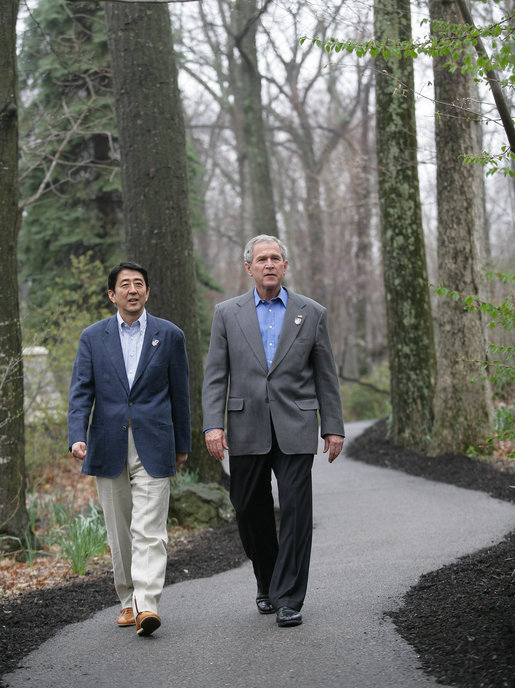
ジョージ・W・ブッシュと安倍晋三（2007年）
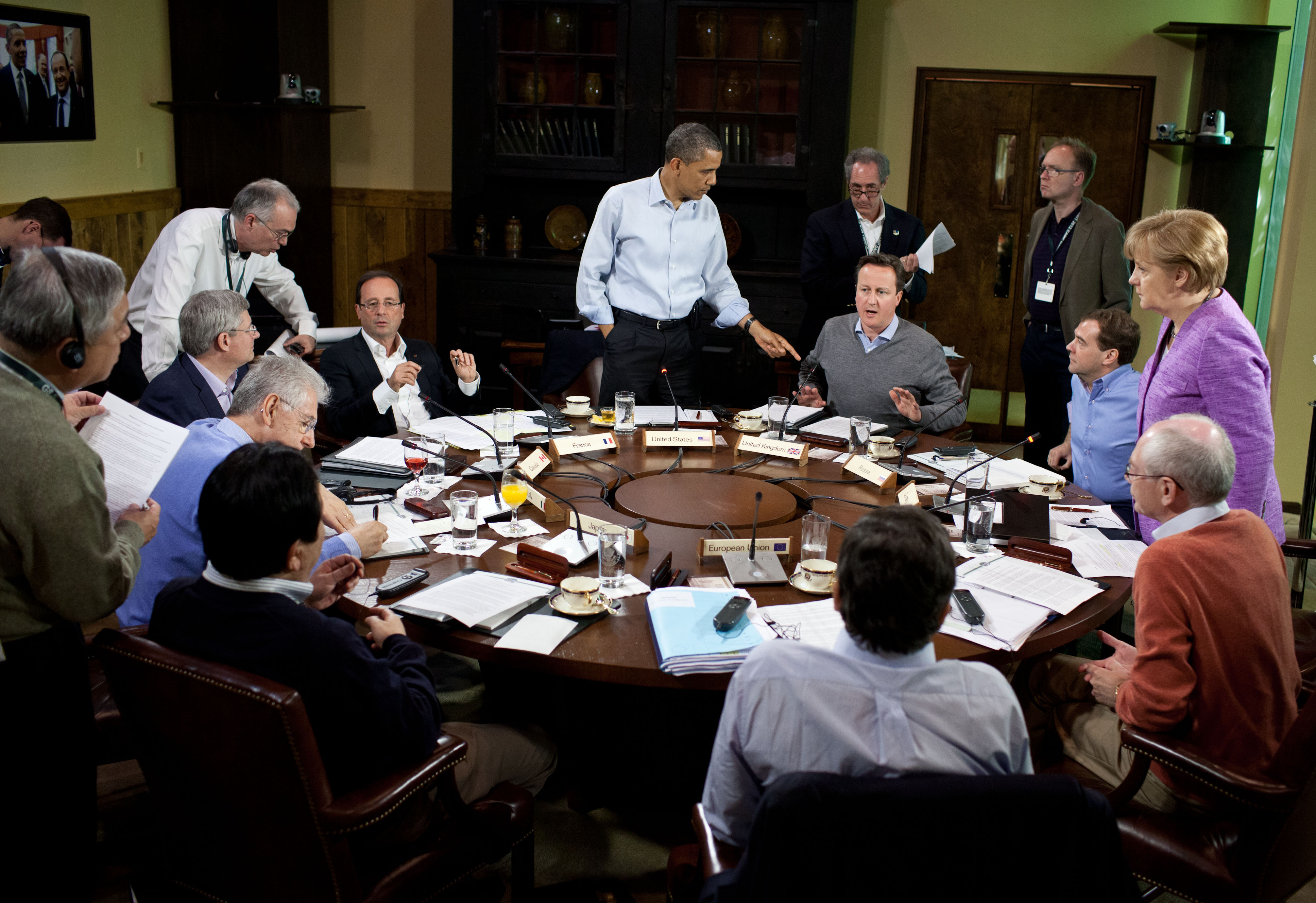
第38回主要国首脳会議(G8)。奧から時計回りにバラク・オバマ、デーヴィッド・キャメロン、ドミートリー・メドヴェージェフ、アンゲラ・メルケル、ヘルマン・ファン・ロンパウ、ジョゼ・マヌエル・ドゥラン・バローゾ、野田佳彦、マリオ・モンティ、スティーヴン・ハーパー、フランソワ・オランド。
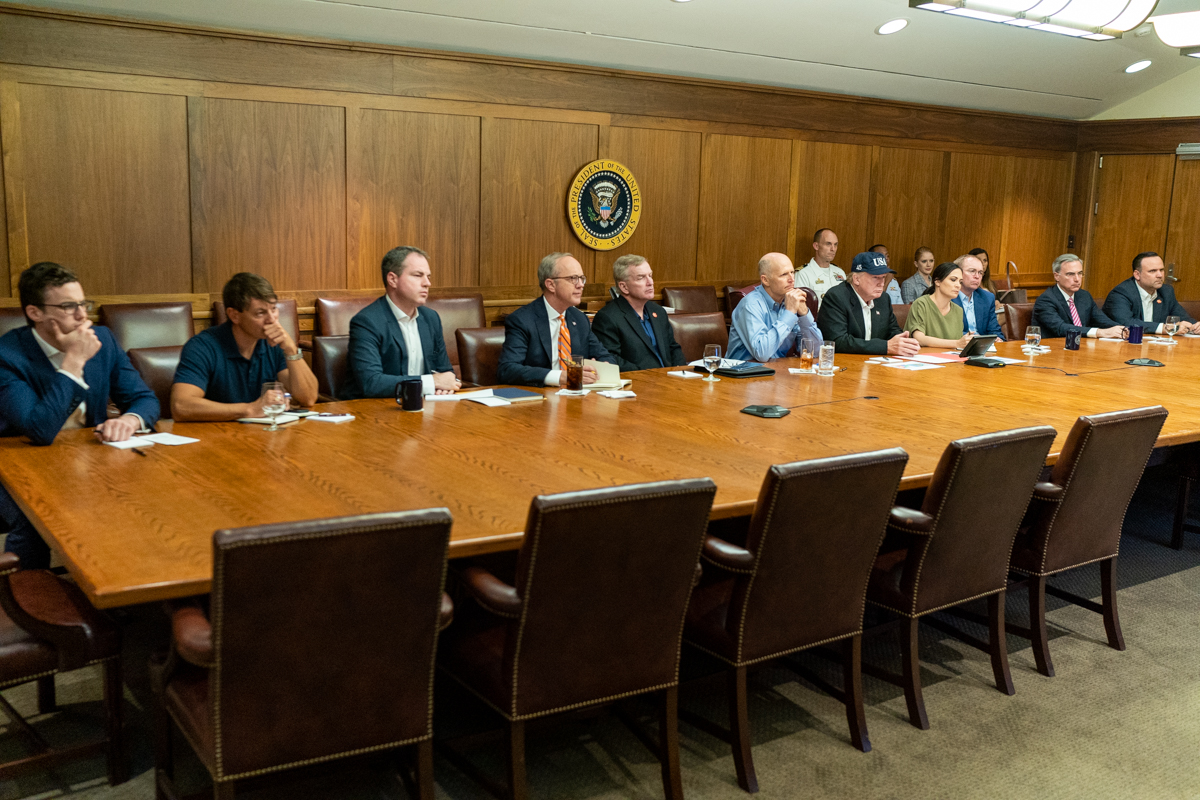
ハリケーン・ドリアンについての説明を受けるドナルド・トランプ（2019年8月）
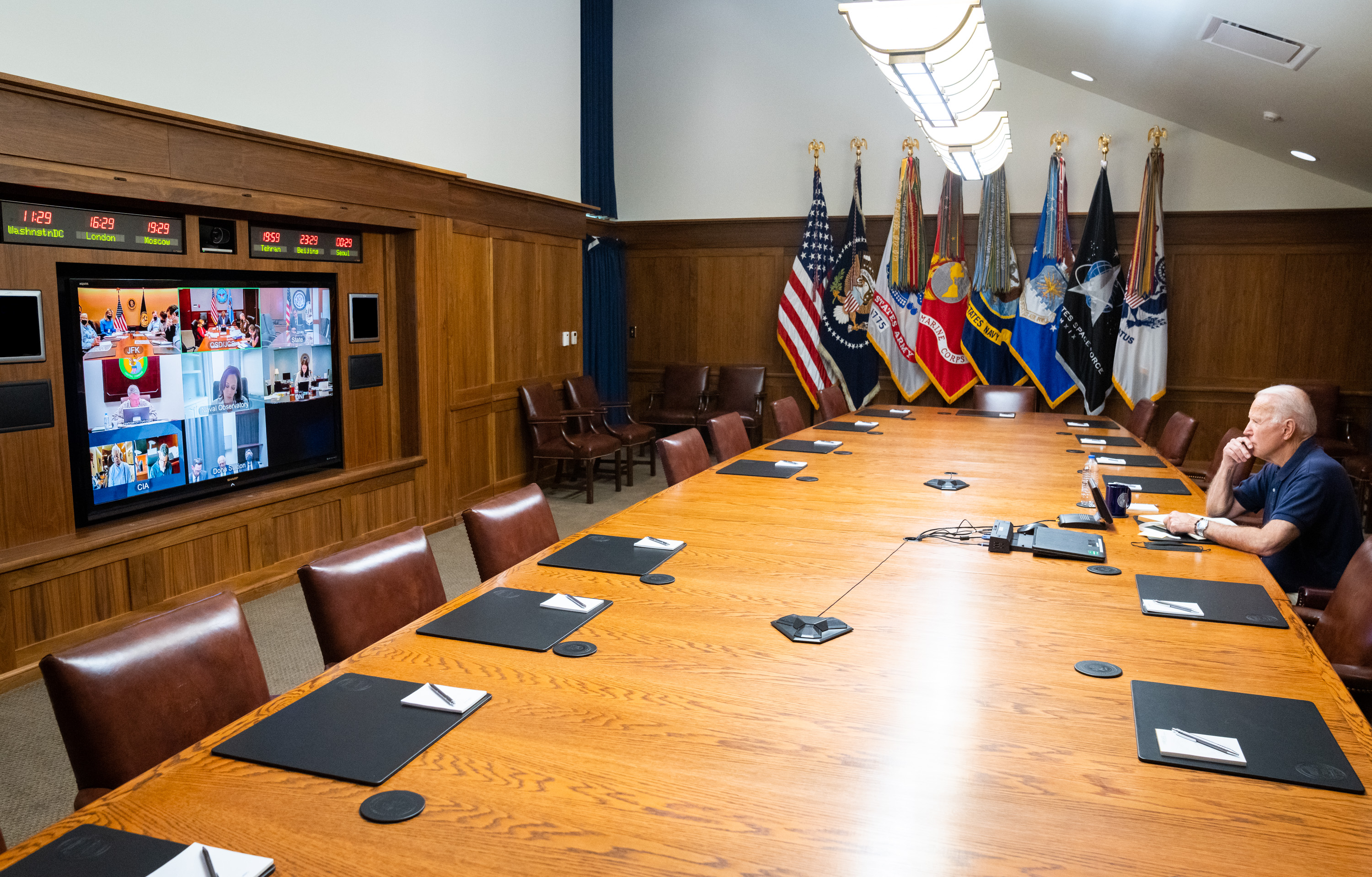
テレビ会議に望むジョー・バイデン（2021年8月）